# Tosa (hond)
De tosa (Japans:土佐闘犬), voorheen tosa inu, is een hondenras.

## Oorsprong en geschiedenis
De tosa behoort tot de groep van de molossers, de zware dogachtigen. De tosa is een ras dat in de tweede helft van de 19e eeuw ontstond in de voormalige provincie Tosa in Japan. De naam Tosa inu betekent dan ook “de hond van Tosa”. Het ras is ontstaan door kruising van inheemse Japanse honden met verschillende Europese rassen zoals de sint-bernard, mastiff, Duitse dog, pointer en bulterriër. Er zijn ook bordeauxdoggen doorheen gekruist.
De tosa is de Japanse toernooihond. Hij wordt enkel voor hondengevechten gefokt (buiten Japan wordt hij ook als gezelschapshond gehouden). Er werd geen bang gedrag en blaffen geduld. Kennels waarvan de honden dit bij een gevecht toonden, werd een algemeen fokverbod opgelegd. Het hondengevecht wordt in verschillende gewichtsklassen uitgevoerd: lichtgewicht – 30,8/42 kg, middelgewicht – 41,1/45,8 kg, zwaargewicht – 45,8/56,2 kg, superzwaargewicht – 56,2/66,7 kg (en gewichten die hier ver boven komen, tosa's met een gewicht van 100 kg of zwaarder komen voor). De tosa dient in Japan de wilskracht te hebben om tot de dood door te vechten zonder te piepen of te janken, al is dit niet de bedoeling van het ritueel van het vechten. Tevens werd en wordt hij nog altijd gebruikt als vechthond in het westen. De tosa wordt als een van de sterkste vechthonden ter wereld gezien. De tosa werd dan ook gefokt door de Japanners op bevel van de keizer omdat de inheemse Japanse rassen met hondengevechten niet meer opgewassen waren tegen de westerse rassen en al snel werd duidelijk dat de tosa de nummer 1 was. De tosa is een zeldzame hond, zelfs in Japan.

## Uiterlijk
De tosa is een grote, zware, krachtige hond met een gespierd, atletisch lichaam. De tosa heeft ook een heel sterk karakter, hij is moedig en zeer dominant. Zijn vacht is kort en komt voor in de kleuren rood, zwart en brindle. In alle kleuren zijn witte aftekeningen op borst en tenen toegestaan.
De tosa is jegens mensen een vriendelijke hond, het is een echte gezinshond die zeer tolerant is ten opzichte van kinderen. Tegenover andere honden is hij in het algemeen dominant en intolerant. De hond is voor onervaren houders niet aan te bevelen.
In sommige landen wordt de tosa als gevaarlijk beschouwd en is daar verboden, onder meer in Groot-Brittannië, Denemarken en sommige Zwitserse kantons. Ongekruist en met stamboom wordt de tosa in Frankrijk als een categorie 2 hond beschouwd en daardoor is het houden van deze hond (zelfs op doorreis of kort verblijf) aan zware verplichtingen en beperkingen onderhevig.